# 삼환
삼환(三桓)은 중국 춘추 시대 노나라의 세 경(卿) 집안, 계손(季孫), 숙손(叔孫), 맹손(孟孫) 세 집안을 가리키는 말이다. 각 집안의 시조는 모두 노 환공의 아들들로, 계손씨는 공자 우, 숙손씨는 공자 아, 맹손씨는 공자 경보의 자손이며, 이 때문에 환공의 자손인 세 집안이란 의미로 삼환이라고 한다. 춘추 중 · 말기에 노나라의 권세를 쥐어, 임금 자리도 좌지우지할 정도로 그 세력이 막강했다. 노 목공의 개혁으로 권력을 잃었다. 맹손씨와 숙손씨는 제나라의 침공을 받아 망했으나, 계손씨는 노나라에서 떨어져나와 비(費)나라를 세웠다.

## 성립
노 환공의 네 아들 중 적장자 노 장공이 뒤를 이어 노후가 되었고, 장공의 동복 아우 공자 우와 서장자 공자 경보, 경보의 동복 아우 공자 아는 모두 경이 되었다. 공자 경보와 아는 공자 경보를 장공의 뒤로 삼으려고 했기 때문에 장공의 아들들을 지지한 공자 우에게 각각 주살당했으나, 노나라는 공자 경보의 아들 공손오와 공자 아의 아들 공손자에게 각각 그 아버지의 뒤를 잇게 했다. 노 희공은 자신을 임금 자리에 올린 계우에게 문양과 비 두 땅을 주고 재상으로 삼았다. 공손자는 숙손씨가 되었고, 공손오는 맹손씨가 되었으며, 일찍 죽은 제중무질(계우의 아들)을 대신해 손자 계손행보가 뒤를 잇고 계손씨가 되었다. 이 세 집안이 바로 삼환이다.

## 발전
이후 계우의 자손 계손씨의 역대 종주가 노나라의 사도를, 숙손씨의 역대 종주가 사마를, 맹손씨의 역대 종주가 사공을 지냈다.
노 소공, 노 애공을 국외로 쫓아내기도 했으며, 노 도공 시기에는 이미 노후가 삼환보다도 낮은 지위에 처했다.